# Março de 2018
Março de 2018 é o 3º mês do ano de 2018.

## Eventos
- 2 a 6 de março : 0 ciclone Dumazile chega a Madagáscar e a Reunião;
- 2 de março : O ministro Edson Fachin inclui o presidente Michel Temer em inquérito da Operação Lava Jato, que também investiga os ministros Eliseu Padilha e Moreira Franco. De acordo com o inquérito, são investigados os indícios de pagamento de propina na Secretaria de Aviação Civil da Presidência da República, segundo as delações da Odebrecht (atual Novonor).[1]
  - eleição presidencial na Arménia, Armen Sarkissian é eleito;
  - os ataques de Ouagadougou (Burkina Faso) fazem muitos mortos[2];
  - 43º cerimônia de Cesar em Paris (França).
- 3 de março : eleições senatoriais no Paquistão.
- 4 de março :
  - eleições gerais na Itália ;
  - eleições gerais em El Salvador ;
  - eleições gerais na Suíça ;
  - eleições regionais na Caríntia (Áustria) ;
  - envenenamento de Sergei e Yulia Skripal em Salisbury (Reino Unido) ;
  - A Forma da Água ganha quatro categorias no Oscar 2018, inclusive Melhor Filme e Melhor Diretor para Guillermo del Toro.
- 5 de março : Descoberto local do naufrágio do USS Lexington no Mar de Coral, Oceano Pacífico.
- 9 a 18 de março : Jogos Paralímpicos de Inverno de 2018 em Pyeongchang, Coreia do Sul.
- 11 de março :
  - eleições gerais em Colômbia ;
  - eleições gerais em Cuba ;
  - Sebastián Piñera torna-se Presidente da República do Chile pela segunda vez.
- 12 de março : Queda do Voo US-Bangla Airlines 211 em Catmandu, Nepal, causa a morte de 49 pessoas.
- 13 de março :
  - eleições gerais em Granada ;
  - eleições presidenciais em Nepal, Bidhya Devi Bhandari é reeleito.
- 13 a 18 de março : Fórum social mundial em Salvador (Brasil).
- 14 de março :
  - protestos pelo Brasil repercutem assassinato da vereadora Marielle Franco e do motorista Anderson Gomes no Rio de Janeiro.
  - como resposta ao envenenamento de Sergei e Yulia Skripal com agente nervoso, Reino Unido expulsa 23 diplomatas russos.
  - a vereadora da cidade do Rio de Janeiro, Marielle Franco (PSOL), e seu motorista, Anderson Gomes, foram assassinados a tiros, por volta das 21h30, no bairro do Estácio, região central do Rio de Janeiro. Marielle Franco foi a quinta candidata mais votada da cidade, na ultima eleição, em 2016, com mais de 46 mil votos.[3]
- 18 de março : Vladimir Putin é reeleito presidente da Rússia.
- 19 de março : morte de Sudán, o último macho rinoceronte branco do Norte, na reserva de Ol Pejeta no Quénia.
- 21 de março :
  - Pedro Pablo Kuczynski renuncia à Presidência do Peru.
  - apagão que durou mais 5 horas atinge a Região Nordeste e a Região Norte e algumas cidades de todas as regiões parcialmente. O colapso de energia elétrica foi provocado por falha humana, após programação uma errônea de disjuntor da subestação de Belo Monte.[4]
  - demissão de Htin Kyaw, presidente da República da Myanmar ;
  - um atentado suicida em Kabul (Afeganistão) faz pelo menos 29 mortos[5] ;
  - Referendo nos Países Baixos ;
  - demissão do presidente do Peru Pedro Pablo Kuczynski depois de um escândala de corrupção ;
  - Peter Pellegrini torna-se presidente do governo da Eslováquia.
- 23 de março :
  - Atentados de Carcassonne e Trèbes em Aude (França) ;
- 24 de março : Marcha pelas nossa vidas a Washington para o controle de armas de fogo nos Estados Unidos.
- 25 de março :
  - ao menos 64 pessoas morrem após incêndio em complexo comercial em Kemerovo, Rússia.
  - eleições legislativas no Turquemenistão.
- 26 a 28 de março : eleições presidenciais no Egito, Abdul Fatah Khalil Al-Sisi é reconduzido no seu posto.
- 28 de março : Durante visita à cidade de Guarapuava, no Paraná, dois ônibus da caravana do ex-presidente Luiz Inácio Lula da Silva foram atacadas. Consequentemente, o evento local foi cancelado.[6][7]
- 31 de março : segunda volta das eleições gerais na Serra Leoa, Julius Maada Bio é eleito.